# 青色 (曲)
「青色」（あおいろ）は、日本のお笑いコンビ、2丁拳銃の5枚目のシングル。2001年9月19日、SME Recordsからリリースされた。

## 解説
- 小堀裕之が作詞・作曲を手がけた。

## 収録曲
1. 青色
（作詞・作曲：小堀裕之、編曲：明石昌夫）
2. スカイラーク
（作詞・作曲：Gary Barlow、日本語詞：黒須チヒロ、編曲：明石昌夫）